# Republikken Kina (1912-1949)
 For alternative betydninger, se Republikken Kina (flertydig). (Se også artikler, som begynder med Republikken Kina)
Republikken Kina blev grundlagt i 1912 og dens regering var placeret flere steder i Fastlandskina indtil 1949, hvor den tabte Den kinesiske borgerkrig og fortrak til Taiwan. Som en periode i Kinas historie efterfulgte den Qingdynastiet og blev efterfulgt af Folkerepublikken Kina.

Republikken Kina eksisterede kun af navn. Efter kejserdømmets sammenbrud havde Yuan Shikai oprettet et diktatur, som dog kun varede fra 1912 til 1916. Landet var de facto delt mellem Beiyang-regeringen og Guomindang under Sun Yat-sen. Under Krigsherre-tiden fra 1916 til 1928 var landet reelt opdelt mellem forskellige krigsherrer (militære kliker), hvilken splittelse vedvarede i hele den periode, hvor den nationalistiske regering formelt havde magten på det kinesiske fastland. I 1920-erne blev landet yderligere rystet af indre splittelse mellem kommunister og nationalister, og i 1926 udbrød borgerkrig. Efter Sun Yat-sens død i 1925 overtog Chiang Kai-shek ledelsen af nationalistpartiet Guomindang (formelt leder fra 1938) og forenede de følgende år store dele af Kina under sin ledelse. Allerede i 1931 blev Manchuriet på japansk initiativ udskilt som en selvstændig lydstat, Manchukuo, og senere fulgte Mengjiang, det mongolske selvstyreområde, lige som Japan okkuperede store områder under 2. kinesisk-japanske krig fra 1937 til 1945 og lod oprette Republikken Kinas reformerede regering for de dele af Kina, de kontrollerede.